# Frances Eliza Babbitt
Frances "Franc" Eliza Babbitt  född  24 januari 1824, död 6 juli 1891 var en lärare och amatörarkeolog i Minnesota i USA. 
Hon var en av deltagarna i den tidiga amerikanska debatter om den paleolitiska tiden i Nordamerika som många då var övertygade om att det fanns. Babbitt argument hämtade hon från insamlade verktyg av kvarts  och andra artefakter från området Little Falls, Minnesota. Hon publicerade sina resultat i artiklar vid American Association for the Advancement of Science (AAAS) möten och även i akademiska tidskrifter. Kvinnor var aktiva inom andra vetenskapliga discipliner under denna tid. Babbitt var en av få iniom arkeologi.

## Biografi
Babbitt föddes i New York och blev lärare vid 20 års ålder. 1873 vid 49 års ålder flyttade hon till Coldwater, Michigan. 1878 flyttade hon till Little Falls, Minnesota. Babbitt arbetade som lärare, men var en aktiv amatörarkeolog och samlare av stenverktyg under sin fritid. Hon intresserade sig också för det lokala Ojibwa-reservatet. Några av hennes vetenskapliga artiklar var baserade på material från hennes arbete med ursprungsbefolkningen. År 1879 återundersökte Babbitt platsen för kvartsfynden och hittade tusentals kvartsföremål på Mississippiflodens östra strand. Föremålen exponerades i ett floderoderat område och ett vagnspår som grävt sig ner 15 fot under den omgivande markytan.
Babbitt förmedlade sina fynd till andra arkeologer bland andra Alexander Newton Winchell, Frederic Ward Putnam, Warren Upham,  Charles Conrad Abbott, Henry W. Haynes, Charles Rau och Otis Mason. Babitts fynd presenterades för första gången vid department of American History vid Minnesota Historical Society i St. Paul i februari 1880. År 1883 arbetade Babbitt tillsammans med Warren Upham med att förbereda ett dokument om hennes resultat, som skulle föreläggas AAAS:s årliga möte som hölls samma år i Minneapolis. Dokumentet publicerades i protokollet från mötet. I publikationen menade Babbitt att människor hade tillverkat kvartsföremålen. Föremålen hade inte blivit störda eller flyttade av geologiska processer. Kvartsföremålen Babbitt hittade presenterades också vid AAAS-mötet i Philadelphia 1884. Hon skrev utförliga beskrivningar av dem och de blev föremål för debatter. Fanns mänsklig verksamhet i Nordamerika under denna tidigada del av istiden? 1885 skrev hon en artikel om sina bevis för "glacial man" i Minnesota för tidningen American Naturalist.
Vissa arkeologer, främst William Harry Holmes, förkastade slutsatserna från Babbitt och hennes medförfattare. Han hävdade att föremålen var betydligt yngre och var restprodukter från ett stenbrott. Holmes invändningar mot Babbitts fokuserade också på Babbitts och hennes medarbetares bristande meriter. Debatten om fynden fortsatte in på 1890-talet efter Bebitt hade dött. Fynden har senare betraktats som naturfakter, kvartsobjekt skapade av naturliga processer. Splittringen av kvarts är mer oregelbunden än flinta och avslag är betydligt svårare att tolka och kompetensen under sent 1800-tal var svag inom området.
Stöd från Frederic W. Putnam var viktigt  då Babbitt som en av de första kvinnorna som gick med i AAAS (1883) och hon blev medlem i samfundet 1887. Hon tillhandahöll också en lista med manuskript som gav det geografiska läget för flera växtarter i Minnesota. Denna använde Warren Upham för att producera en bok över Minnesotas flora.